# Generation P
Generation P aus dem Jahr 1999 ist im russischsprachigen Raum einer der beliebtesten Romane der 1990er-Jahre und verhalf dem russischen Autor Wiktor Pelewin zum internationalen Durchbruch. Ins Deutsche übersetzt wurde der Roman von Andreas Tretner.
Die Satire spielt im postsowjetischen Russland der 1990er-Jahre und beschreibt das Lebensgefühl junger Leute, die noch in der Sowjetunion aufgewachsen sind. Die Hauptfigur ist ein PR-Agent, der durch das Moskauer Leben zieht, in der Werbebranche Karriere macht und Einfälle in Form von Werbeslogans in seinem Notizbuch festhält. Dabei schreckt er auch vor Drogengebrauch nicht zurück. Treffende Beschreibungen der Wirklichkeit werden mit Science-Fiction-Elementen und Esoterik verwoben. Pelewin spielt mit unterschiedlichen Stilen. Er mischt Werbeslangs und Alltagssprache oder wechselt mitten im Satz ins Englische.
Über die Deutung des Buchstaben „P“ lassen sich nur Vermutungen anstellen. Gängige Theorien sind, dass er für Pepsi, Perestroika, Postmoderne oder Public Relations steht.
Im Jahr 2000 produzierte der deutsche Rundfunksender SWR eine achtteilige Hörspielfassung in der Bearbeitung von Katrin Zipse. Ulrich Lampen führte Regie.
Eine Verfilmung des Romans unter der Regie von Victor Ginzburg kam 2011 in die Kinos.